# Filmpje!
Filmpje! is een Nederlandse film uit 1995 van Endemol Entertainment en Paul de Leeuw, met in de hoofdrol De Leeuw zelf als zijn typetjes Bob en Annie de Rooij. De film behaalde de Platina Film status.

## Verhaal
Bob wil scheiden van Annie omdat zij hem niet oraal wil bevredigen. Als cadeau voor zijn verjaardag krijgt hij van haar twee tickets naar Curaçao. Bob wordt al snel verliefd op Carmen, dochter van de befaamde maffiabaas Don Gorgonzola. Als Bob in een telefoongesprek Don belachelijk maakt, moeten Bob en Carmen vluchten en ze vertrekken na een kort verblijf op een camping naar Curaçao. Ondertussen wordt Annie opnieuw verliefd: eerst op een louche man, Charl Diepenhoef, die door een handlanger van Don vermoord wordt. Daarna op Piet Buks, met wie Annie een geschiedenis deelt. Die overlijdt echter aan de gevolgen van kanker. Op de crematie van beide mannen (met een aanbieding: twee voor de prijs van één) ontmoet Annie een handlanger van Don die snode plannen heeft met haar: via haar drugs naar Curaçao smokkelen. Als Bob en Annie beiden op Curaçao zijn, komen ze elkaar weer tegen. Don draagt zijn handlangers op Bob te vermoorden en wil zijn dochter dwingen te trouwen met drugsinnovateur Gekke Gerrit. Op de bruiloft laat hij Annie met een heipaal de grond in beuken. Bob overleeft de aanslagen op zijn leven en onderbreekt de bruiloft. Carmen schiet haar vader en Gekke Gerrit dood, maar wil alsnog niet met Bob trouwen: ze zegt dat Bob en Annie bij elkaar horen. Ondertussen begint Annie te hallucineren door de vele klappen op haar hoofd. Ze ziet voor zich hoe ze over de gele stenen weg van haar lievelingsfilm The Wizard of Oz loopt en door de poort van de Emerald City terecht komt op de set van de Soundmixshow, waar Bob zijn liefde aan haar verklaart door het lied 'Annie' voor haar te zingen. Hoe het echt met Bob en Annie afloopt, blijft in het midden.

## Rolverdeling

### Familie de Rooij
| Acteur           | Personage             |
| ---------------- | --------------------- |
| Paul de Leeuw    | Bob de Rooij          |
| Paul de Leeuw    | Annie de Rooij        |
| Coen van Vlijmen | Albert de Rooij       |
| Roos Ouwehand    | Marie Louise de Rooij |
| Kees Groenteman  | Marcel de Rooij       |

### Maffia
| Acteur           | Personage        |
| ---------------- | ---------------- |
| Rijk de Gooyer   | Don Gorgonzola   |
| Olga Zuiderhoek  | Carmen           |
| Tom Jansen       | Brie             |
| Porgy Franssen   | Rocky Fort       |
| Wil van der Meer | Gekke Gerrit     |
| Aat Ceelen       | Doc              |
| Arjan Ederveen   | Charl Diepenhoef |
| Lineke Rijxman   | Gill             |

### Restaurantgasten
| Acteur              | Personage       |
| ------------------- | --------------- |
| Peer Mascini        | Joop Rooster    |
| Willeke Alberti     | Toos Rooster    |
| Bram van der Vlugt  | Dokter Lozig    |
| Pleuni Touw         | Mevrouw Lozig   |
| Yvonne van den Hurk | Ellen Wesseling |
| Hans Leendertse     | Hans Wesseling  |
| Hans Leendertse     | badmeester      |

### Overige acteursrollen
| Acteur            | Personage                      |
| ----------------- | ------------------------------ |
| IJf Blokker       | Piet Buks                      |
| Adriaan Adriaanse | ober                           |
| Pieter Lutz       | rechter                        |
| Walter Crommelin  | Karel Haanstra                 |
| Mimi Kok          | Elly Haanstra                  |
| Ella Snoep        | bejaarde vrouw bij pinautomaat |
| Kees Prins        | Freek                          |
| Marcel Musters    | croupier                       |
| Bas Heijne        | gokverslaafde                  |
| Stanley Burleson  | ambulancebroeder               |
| Carry Tefsen      | begrafenisondernemer           |
| Timon Moll        | douanier                       |
| Debbie Korper     | adoptiedame                    |

### Cameo's
Diverse bekende Nederlanders hebben een cameo in deze film.
- René Froger
- Bram Biesterveld
- Joop Braakhekke
- Jeroen Pauw
- Arie Ribbens
- Ben Cramer
- Miep Brons
- Annemarie Grewel
- Karel van de Graaf
- Hanneke Groenteman
- Hedda van Gennep

## Trivia
- De film was bedoeld als afscheid van Bob en Annie de Rooij, typetjes uit het televisieprogramma De schreeuw van De Leeuw. De Leeuw hield zich hier echter niet aan, want vanaf 2003 doken de typetjes weer regelmatig op in zijn shows.
- Met de kreet 'Filmpje!' gaf De Leeuw in zijn programma 'De schreeuw van De Leeuw' aan dat er een opname op locatie volgde met in de hoofdrol Bob of Annie.